# Corey Hart
Corey Mitchell Hart (ur. 31 maja 1962 w Montrealu) – kanadyjski piosenkarz i autor tekstów piosenek.

## Życiorys
Znany z przebojów „Sunglasses at Night” (1984) i „Never Surrender” (1985). Sprzedał ponad 16 milionów płyt na całym świecie i nagrał dziewięć piosenek, które trafiły na listę przebojów Top 40 USA magazynu „Billboard”. Był nominowany do nagrody Grammy dla najlepszego nowego artysty 1984. Hart jest członkiem Kanadyjskiej Music Hall of Fame i Canada's Walk of Fame, a także wielokrotnym nominowanym do nagrody Juno i zdobywcą nagrody, w tym Diamentowej Nagrody za najlepiej sprzedający się album Boy in the Box (1985). Został również uhonorowany przez Amerykańskie Towarzystwo Kompozytorów, Autorów i Wydawców (ASCAP) oraz Towarzystwo Kompozytorów, Autorów i Wydawców Muzycznych Kanady (SOCAN). Utwór „Eurasian Eyes” można było usłyszeć w filmie 9 1/2 tygodnia (1986), a „Hold On” w Gliniarz z Beverly Hills II (1987).

## Dyskografia

### Albumy
- First Offense (1983)
- Boy in the Box (1985)
- Fields of Fire (1986)
- Young Man Running (1988)
- Bang (1990)
- Corey Hart: The Singles (1991)
- Attitude and Virtue (1992)
- Corey Hart (1996)
- Jade (1998)

### Single
- "Sunglasses At Night" (1984)
- "She Got The Radio" (1984)
- "It Ain't Enough" (1984)
- "Lamp at Midnite" (1985)
- "Never Surrender" (1985)
- "Boy In The Box" (1985)
- "Everything In My Heart" (1985)
- "Eurasian Eyes" (1986)
- "I Am By Your Side" (1986)
- "Can't Help Falling In Love" (1986)
- "Dancin' With My Mirror" (1987)
- "Take My Heart" (1987)
- "Too Good To Be Enough" (1987)
- "In Your Soul" (1988)
- "Spot You In A Coalmine" (1988)
- "A Little Love" (1990)
- "92 Days Of Rain" (1992)
- "Baby When I Call Your Name" (1992)
- "Black Cloud Rain" (1996)
- "Tell Me" (1997)
- "Third Of June" (1997)